# José da Silva Passos

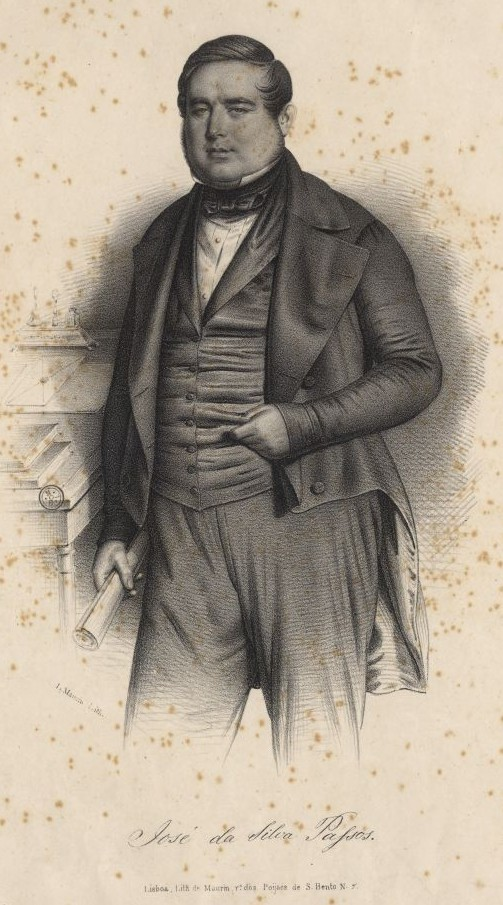
José da Silva Passos (c. 1836).

José da Silva Passos (Guifões, Bouças, Matosinhos, 18 de Novembro de 1802 — Porto, 12 de Novembro de 1863), também conhecido por Passos José, foi um proeminente político português da esquerda liberal da fase inicial da monarquia constitucional.
Inseparável aliado na vida política do seu irmão Passos Manuel, com quem partilhava a designação de os Passos, formou-se em Leis e Cânones pela Faculdade de Direito da Universidade de Coimbra. Foi o primeiro presidente da Câmara Municipal do Porto eleito, em 1833, cargo que voltou a ocupar em 1846. Foi deputado setembrista, sendo, nessa condição, o principal autor do Código Administrativo de 31 de Dezembro de 1836, e Subsecretário de Estado da Fazenda. Encabeçou no Norte a oposição a Costa Cabral e à política cartista. Instalada no Porto a Junta Provisória do Governo Supremo do Reino de 1846, foi nomeado seu vice-presidente e titular das pastas da Fazenda e dos Estrangeiros. Finda a Patuleia, abandonou a vida política, regressando brevemente após a Regeneração, que apoia. Faleceu no Porto, paralítico e demente. Com seu irmão Passos Manuel fundou O Amigo do Povo (1823) e redigiu diversos manifestos políticos. Foi sócio honorário da Academia de Belas-Artes de Lisboa.

## Biografia
José da Silva Passos, também conhecido por Passos José, nasceu em 18 de Novembro de 1802, em São Martinho de Guifões, no julgado de Bouças, hoje concelho de Matosinhos, filho de Manuel da Silva Passos, lavrador, e de sua mulher, Antónia Maria da Silva Passos. No dizer de Oliveira Martins, os seus pais, pequenos proprietários rurais do Minho, em 1828, tinham na Companhia dos Vinhos e em casas de comércio do Porto o melhor de sessenta mil cruzados de riqueza móvel. Por isso, realizados estudos preparatórios na sua terra natal e no Porto, José da Silva Passos e o seu irmão mais velho Manuel da Silva Passos, foram mandados a Coimbra, onde só iam os abastados, matriculando-se em Cânones e Leis na Faculdade de Direito da Universidade no ano de 1817.
Estavam os dois irmãos a estudar em Coimbra quando rebentou no Porto a Revolução Liberal de 1820, que ambos acolheram com entusiasmo. Nesta cidade fundaram em 1823 um jornal intitulado O Amigo do Povo, que apenas publicou quatro números, por causa da reacção desse mesmo ano de 1823, que após a Vilafrancada restabeleceu a censura e calou a nascente imprensa liberal. No seu jornal assumiam-se como defensores do legado democrático e igualitário da Revolução Francesa, demonstrando já a sua adesão ao liberalismo mais esquerdista.
Por esta altura aderiu à Maçonaria, adoptando o nome simbólico de Lamarque Guifoense, onde depois viria a ocupar vários cargos de responsabilidade. Em 1822 fazia parte da Sociedade Patriótica Portuense.
Desde esta altura, os irmãos José da Silva Passos e Manuel da Silva Passos cultivaram uma intensa amizade e uma inabalável cumplicidade política que levou a que fossem designados simplesmente os Passos: Passos José para um; Passos Manuel para o outro. Esta relação faria dos irmãos Passos duas das mais influentes figuras da esquerda liberal portuguesa durante a primeira metade do século XIX.
José da Silva Passos concluiu em 1822 o seu bacharelato em Leis e Cânones, tendo optado, tal como o seu irmão que fora estudante brilhante e premiado, por prosseguir estudos em Coimbra com vista a um eventual doutoramento. Contudo, tendo triunfado a reacção absolutista com a Vilafrancada, os irmãos Passos são expulsos pela Junta Exprobatória da Universidade de Coimbra e refugiam-se no Porto, onde decidem abrir uma banca de advogados, trabalhando como advogados numerários da Corte e da Casa do Porto. Por esta época terá conhecido o general João Oliveira e Daun, o futuro duque de Saldanha, e o coronel Rodrigo Pinto Pizarro, dois dos mais importantes actores dos acontecimentos militares e políticos do período do pós-guerra civil.
Contudo, as suas ideias liberais, e as crescentes tensões existentes na sociedade portuguesa entre liberais e miguelistas, levam a que tenham de desistir da advocacia por falta de clientes. À medida que as tensões vão crescendo, começam a sentir-se perseguidos pelo partido tradicionalista. Quando participam activamente no movimento revolucionário que deu origem à Belfastada viram-se obrigados a emigrar a Espanha, formando com outros elementos da esquerda liberal o grupo que então se denominou oposição constitucional, ou a esquerda dos emigrados.
De Espanha passaram a Inglaterra, onde esteve na depósito de Plymouth e dali para a Bélgica, onde chegou a 30 de Janeiro de 1829. Acabou por se instalar em Eaubonne, nos arredores de Paris, na França, onde, com o irmão, foi espectador atento da Revolução de Julho de 1830. No exílio a vida dos dois irmãos, sempre unidos, completamente se confunde. Seguiram a mesma orientação política e em França colaboraram ambos em diversas publicações, combatendo não só os actos do governo de D. Miguel I de Portugal, como o que consideravam excessos e doutrinas erradas da facção mais à direita dos emigrados. Começava assim a sua militância na oposição constitucional ao cartismo e a D. Pedro IV.
Anticartista, durante o exílio defendeu, em opúsculo escritos em co-autoria com seu irmão, que depois da vitória liberal deveria ser convocado um Congresso Constituinte destinado a reformar a Carta Constitucional de 1826, ilegítima por ser uma outorga do soberano e não uma legítima emanação da soberania do povo.
Demonstrando o pareço que unia os irmão Passos a João Oliveira e Daun, o futuro marechal Saldanha, saíram em sua defesa quando este foi acusado pela imprensa inglesa de traição no descalabro militar e organizativo que anos antes tinha levado à derrota da Belfastada.
Voltando a Portugal, já depois do desembarque do Mindelo, e conseguindo entrar na cidade do Porto, que estava então sofrendo um apertado cerco, alistou-se como oficial do Batalhão Nacional Provisório de Santo Ovídio, recebendo o posto de capitão. Foi então que se acentuou a sua veia revolucionária, mostrando toda a bravura e intrepidez nos combates do Cerco do Porto.
Levantado o cerco ao Porto, ganha a guerra e assinada a Convenção de Évora-Monte, estabeleceu-se o regime constitucional, sendo no processo eleita a primeira Câmara Municipal do Porto. Naquela eleição José da Silva Passos foi escolhido para presidente.
Nessa qualidade de primeiro presidente eleito da Câmara do Porto, José da Silva Passos resistiu energicamente à lei de indemnizações de 15 de Agosto de 1833, pela qual se pretendia que os miguelistas derrotados pagassem com o seus bens arrestados os danos causados durante o miguelismo e as guerras liberais. Foi secundado pelo irmão, que nas Cortes se oporia ferreamente à sua aplicação. Um e outro defendiam assim, generosamente, a causa dos vencidos e levantavam bem alto a bandeira da liberdade política. Esta recusa de punir os derrotados com o confisco dos seus bens levaria, mais tarde, à coalizão de interesses da esquerda setembrista com os miguelistas contra o cabralismo durante a Revolução da Maria da Fonte e a Patuleia.
Nas eleições gerais de Julho de 1834, para as Cortes que iam inaugurar, à luz dos novos princípios, a representação nacional, José de Passos não podia deixar de ser dos primeiros entre os escolhidos, sendo eleito deputado pela Província do Douro. Prestou juramento a 23 de Agosto de 1834 e tomou na Câmara dos Deputados ao lado de seu irmão, falando ambos pela mesma voz contra a regência de D. Pedro IV e protestando, com a mesma palavra generosa, contra as indemnizações que humilhavam a causa vencida. Profundamente conhecedor dos negócios de administração, neste mandato deu um valioso contributo para a redacção do Código Administrativo de 31 de Dezembro de 1834, de que foi o principal autor.
Nas eleições gerais realizadas em Julho de 1836 foi reeleito para a legislatura seguinte, mas não chegou a tomar posse, por entretanto ter aderido à vitoriosa Revolução de Setembro, que levou à anulação das eleições e à suspensão da Carta Constitucional de 1826.
Foi eleito pelo círculo do Porto nas eleições gerais para o Congresso Constituinte, realizadas a 20 de Novembro de 1836, sendo nas cortes constituintes nomeado membro da comissão da lei eleitoral. Prestou juramento a 25 de Janeiro de 1837 e cooperou eficazmente para a aprovação da Constituição de 20 de Março de 1838 e da Lei das Eleições Directas de 9 de Abril daquele ano.
Decididamente empenhado em contribuir para o engrandecimento da causa pública, e com grande desprendimento pessoal, exerceu os cargos de Sub-Secretário de Estado dos Negócios da Fazenda e de Sub-Inspector do Tesouro, quando seu irmão era Ministro, sem que por esse ou outro cargo aceitasse retribuição, como jamais a aceitou em troca dos serviços que prestou à causa pública.
Depois de seu irmão ter saído do poder, foi José da Silva Passos muitas vezes convidado para fazer parte de novos ministérios que se organizaram, o que ele recusou sempre, apesar das instâncias da própria rainha D. Maria II de Portugal.
Sublevadas em 1837 as províncias do norte pelo marechal Saldanha e pelo marechal duque da Terceira, na chamada Revolta dos Marechais, o governo nomeou Bernardo de Sá Nogueira de Figueiredo lugar-tenente da rainha no Norte, com a difícil missão de ir ali restabelecera ordem. José Passos foi encarregado da parte financeira da missão, como secretário para os assuntos financeiros, com que o serviço público muito lucrou.
Foi novamente eleito deputado pelo círculo do Porto nas eleições gerais realizadas a 12 de Agosto de 1838, prestando juramento a 8 de Janeiro de 1839. Contudo, depois da queda da Constituição Portuguesa de 1838 e da restauração da Carta Constitucional de 1826, ocorrida em 27 de Janeiro de 1842, José Passos, que era verdadeiramente odiado pelos cartistas por causa da sua infatigável actividade e dos serviços que prestara à revolução de Setembro, foi em Junho daquele ano, aquando das eleições gerais daquele ano, espancado e arrastado pelas ruas do Porto.
Tendo ficado fora das Cortes, quando em 1844, na sequência da Revolta de Torres Novas, foram suspensas as garantias constitucionais, José Passos foi preso duas vezes sem haver motivos para isso, pois, apesar da revolta ser claramente de inspiração setembrista, não só não entrara na conspiração, mas até reprovara publicamente as revoltas, considerando-as ilegítimas enquanto fosse possível recorrer aos meios constitucionais.
Quando rebentou o pronunciamento de 6 de Maio de 1846, no âmbito do movimento da Maria da Fonte, que levou ao fim do cabralismo, José da Silva Passos reaparece na cena política nacional e ocupa, durante o ministério presidido pelo 1.º duque de Palmela, o lugar presidente da Câmara Municipal do Porto. Exercia esse cargo, quando se deu em Lisboa o golpe de Estado, conhecido pela Emboscada, ocorrido a 6 de Outubro, para a restauração da Carta Constitucional.
Quando o país se apercebe do regresso, embora encapotado, dos odiados Cabrais, gera-se uma cadeia de sublevações, entre as quais avulta a do Porto. Naquela cidade, a notícia do golpe chegou por uma comunicação do administrador de Vila Franca de Xira, que imediatamente causou inquietação na cidade, mas só no dia 9 daquele mês de Outubro, se teve a absoluta certeza do que se passara. Perante os factos conhecidos, José da Silva Passos, com uma energia assombrosa, dirigiu-se ao segundo comandante da Guarda Municipal, chamou-o aos interesses da causa liberal, fez com que a guarda se pronunciasse, mandou tocar os sinos a rebate, disse a todos quantos encontrava que deviam resistir ao golpe de Estado.
Neste contexto, foi tomada a decisão de não consentir que o duque da Terceira exercesse as funções de lugar-tenente da rainha nas províncias do Norte, para que fora nomeado. Depois de ter obtido a adesão do Regimento de Artilharia n.º 3 e do Regimento de Infantaria n.º 6, dirigiu-se ao palácio do governo civil, onde estava o duque da Terceira, e pediu-lhe urbanamente que se considerasse preso.
O duque, sabendo que toda a guarnição do Porto estava pronunciada no sentido revolucionário, e que não tinha por conseguinte meios de resistência, aceitou a sua situação, que não deixava de ser perigosa, porque o povo exaltado ameaçava tirar vingança no duque pelo procedimento do governo de Lisboa. José da Silva Passos colocou-se, então, ao lado do duque, declarando que respondia com a sua vida pela vida dele.
O povo exigia que o duque fosse preso para o Castelo da Foz, José da Silva Passos desejava que ele reembarcasse para Lisboa, mas não aparecia barco nem escaler que o pudesse recolher. Não podendo seguir outro caminho senão aquele que o povo exigia, nesse mesmo dia 9 de Outubro, fê-lo conduzir, sob prisão, ao Castelo de São João da Foz. Esta acção teve um papel decisivo na organização da resistência e no extremar de posições que conduziria, quase de imediato, à guerra civil da Patuleia.
No dia seguinte, o governador civil interino, António Xavier de Barros Corte-Real, propôs à Câmara Municipal do Porto a nomeação de uma Junta Provisória do Governo Supremo do Reino, espécie de governo pró-constitucionalista paralelo ao novel poder acantonado em Lisboa, constituído no modelo das múltiplas juntas de governo que apareciam regularmente durante os momentos revolucionários em Portugal.
A Junta que ficou assim organizada tinha como presidente Francisco Xavier da Silva Pereira (o 1.º conde das Antas) e como vice-presidente José da Silva Passos. Eram vogais: António Dias de Oliveira; Sebastião de Almeida e Brito; Justino Ferreira Pinto Basto; António Benedito de Castro (o 4.º conde de Resende); José da Fonseca e Gouveia (o 1.º barão de Lordelo); António Luís de Seabra; e Francisco de Paula Lobo de Ávila.
Organizado o governo da Junta, José da Silva Passos encarregou-se formalmente das pastas da Fazenda e dos Negócios Estrangeiros, mas era ele verdadeiramente a alma da Junta, e a ele se devem quase todos os prodígios que aquela operou. Os portuenses faziam todos os sacrifícios que se lhes pediam, quando José da Silva Passos lhes chamava patriotas, e lhes falava no bem da nação, conseguindo levantar alguns empréstimos forçados e gerindo as finanças dos sublevados com inexcedível probidade e economia.
Verdadeiro presidente da Junta, porque o conde das Antas dirigia as operações militares, José da Silva Passos não hesitou diante das mais graves responsabilidades. Quando foi preciso levantar alguns empréstimos forçados era sempre José da Silva Passos quem ia aos bancos, às companhias, só ou acompanhado por Justino Pinto Basto, exigir o que era indispensável. Foram poucos os recursos levantados por esse meio, mas ainda assim a Junta levantou e teve em armas um exército numeroso e equipou uma pequena esquadra, quase sem ter recursos tributários.
Num verdadeiro levantamento nacional, organizaram-se de seguida outras Juntas filiais, irmanadas no espírito da Patuleia, em Guimarães, Barcelos, Viana do Castelo, Vila Real, Viseu, Castelo Branco, Guarda, Évora, Portalegre, Beja, Faro, Leiria, Santarém, Cascais, Palmela, Aveiro, Coimbra e Oliveira de Azeméis. Também nas ilhas adjacentes surgiram Juntas, chegando o movimento ao Funchal, na Madeira e às ilhas de São Miguel e Terceira, nos Açores.
A Junta foi infeliz nos seus empreendimentos militares e a Patuleia foi-se arrastando e transformando numa guerra de atrição, na qual as forças governamentais iam progressivamente consolidando a sua dominância. Ainda assim, como ministro dos Negócios Estrangeiros, José da Silva Passos prestou também muitos serviços, protestando energicamente contra o procedimento do comandante do cruzeiro inglês, que aprisionou em 31 de Maio a esquadra, que saíra do Porto e votou pela rejeição dos quatro artigos do Protocolo, na sessão de 5 de Junho do mesmo ano. Este golpe foi mortal e decisivo. Desde o momento que a Espanha e a Inglaterra se tinham resolvido a intervir, em cumprimento do tratado da Quádrupla Aliança a causa estava imediatamente perdida. Apesar disso, José Passos infundia confiança em toda a gente.
Quase à vista do exército espanhol, comandado pelo general Manuel Gutiérrez de la Concha y Yrigoyen, ainda as forças da Junta repeliram as avançadas do marechal Saldanha. Tudo isso foi inútil, pois a Junta estava condenada a entrar em negociações. A Convenção de Gramido, assinado a 29 de Junho de 1847, pôs termo a essa revolução, que durante 9 meses dominou em todo o norte de Portugal e colocou em crise, apesar de sucessivos desastres militares, o poder do governo do Reino.
Apesar de José da Silva Passos ter sido a alma da revolução, que deveu o seu êxito relativo à sua energia e à sua actividade, terminada a luta, voluntariamente, como seu irmão, retirou-se entregando-se tranquilamente aos seus trabalhos e aos seus negócios, rodeado sempre da estima dos seus concidadãos e da maior popularidade. Limitou a sua participação na vida política à publicação de artigos no periódico portuense Eco Popular, de que chegou a ser proprietário.
O retorno à vida política activa ocorreu em Abril de 1851, quando o duque de Saldanha fez o seu pronunciamento a favor da regeneração nacional e, desanimado por não encontrar no exército a adesão que esperava, se refugiou na Galiza. Perante essas circunstâncias, José da Silva Passos pôs-se em movimento, escreveu-lhe para que viesse ao Porto, dispôs os espíritos para se lhe preparar uma recepção condigna e para o acompanharem no movimento que empreendia. O movimento reacendeu-se com o levantamento do Porto, operado na noite de 25 para 26 de Abril, podendo-se assim dizer que José da Silva Passos foi um dos que mais contribuíram para o êxito da Regeneração.
Tendo saído vitoriosa a Regeneração, nas eleições gerias de Novembro de 1851 volta a concorrer para deputado, sendo eleito nos círculos de Tomar, Santarém e Lisboa, prestando juramento a 17 de Janeiro de 1852. Apesar do seu apoio decisivo ao movimento que levou os regeneradores ao poder, no parlamento distanciou-se do governo, negando o seu apoio à ratificação parlamentar do decreto de conversão da dívida apresentado em 27 de Julho de 1852.
A sua oposição era de carácter ideológico, já que nunca poderia apoiar um governo que proclamava a troca das bandeiras políticas pelos melhoramentos económicos. De facto, construir estradas ou caminhos-de-ferro não eram alternativas aos ideais democráticos defendidos por José da Silva Passos. Ainda assim, manteve-se no Parlamento, participando em múltiplas comissões. Foi reeleito para a legislatura de 1857 - 1858 por Oliveira de Azeméis e pelo Porto, prestando juramento em representação do círculo do Porto a 24 de Janeiro de 1857, mantendo durante toda a legislatura a sua postura crítica em relação ao governo.
José da Silva Passos foi presidente da direcção da Associação Industrial Portuense entre 1856 e 1858.

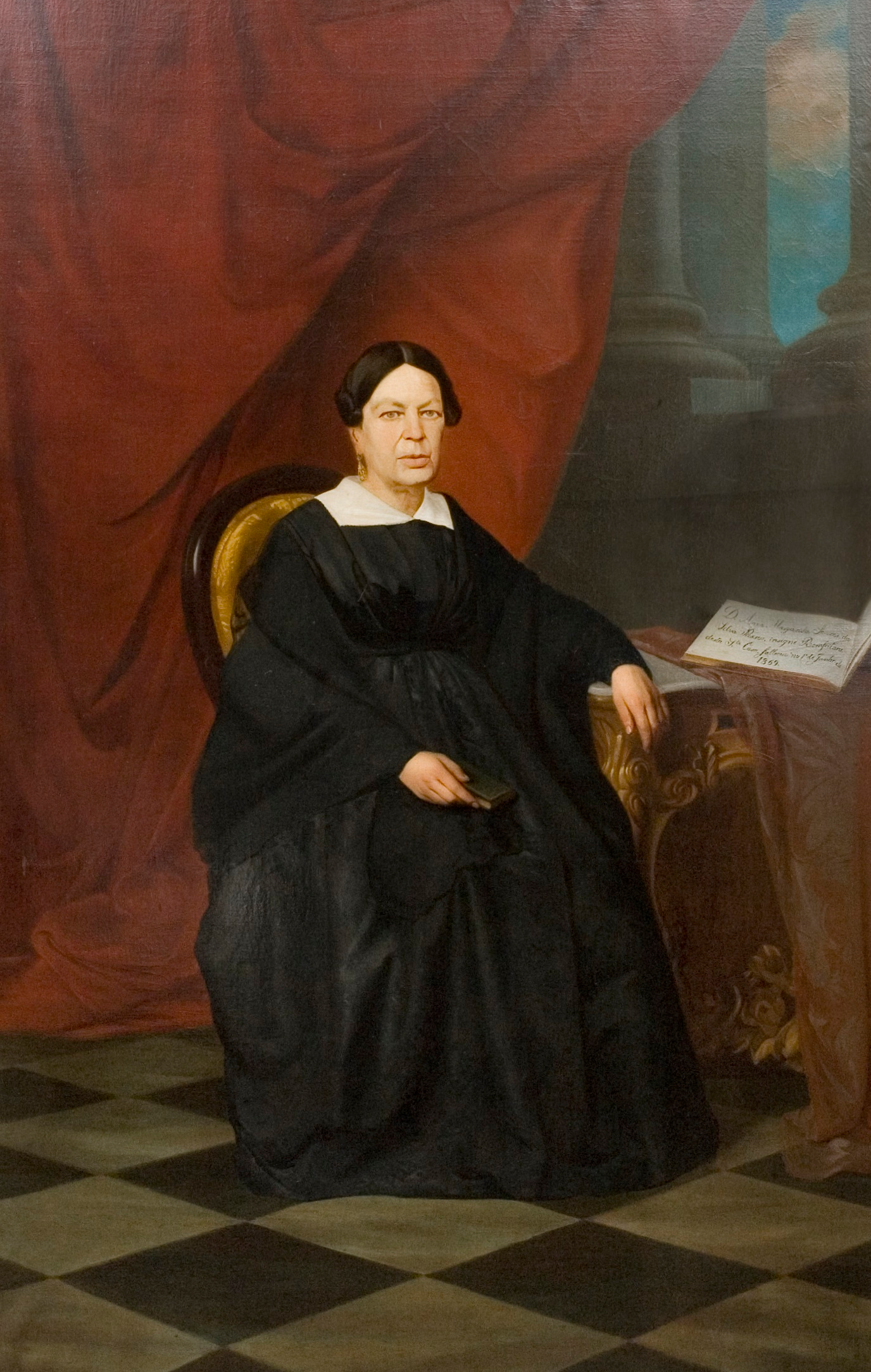
Ana Margarida Soares da Silva Passos, em retrato de c. 1869 (Museu da Misericórdia do Porto)

Seria eleito deputado pela última vez nas eleições gerais realizadas a 2 de Maio de 1858 para a legislatura de 1858-1859, pelo círculo do Porto, tendo prestado juramento a 21 de Junho de 1858. Por essa altura já a doença o tinha visivelmente diminuído.
Até que a doença o incapacitou, José da Silva Passos permaneceu fiel às suas origens ideológicas, defendendo o radicalismo liberal, mesmo quando as circunstâncias políticas e sociais lhe foram verdadeiramente adversas. Definia-se como um democrata incorrigível e, como tal, adepto intransigente da soberania popular. Ao contrário de Passos Manuel, Passos José não possuía dotes oratórios nem vocação especulativa, tendo-se antes revelado um homem corajoso nas suas opções e opiniões, despido de ambições materiais e sem interesse por honrarias e galanterias, em parte por ser Maçon. Teve por único título honorífico ser membro honorário da Sociedade das Belas-Artes de Lisboa.
Com a saúde profundamente abalada, desmemoriado e tolhido pelo efeito de uma paralisia que se agravava de ano para ano, apagando-lhe a razão, retirou-se do parlamento em 1859. Faleceu obscuramente, na sua casa da Viela da Neta, na cidade do Porto, a 12 de Novembro de 1863.
Foi casado com Ana Margarida Soares da Silva Passos, não tendo o casal qualquer filho.

## Obras publicadas
José da Silva Passes redigiu o Ecco Popular, de que foi proprietário, em 1817. Para além de múltiplos artigos e discursos parlamentares e cívicos, publicou a seguinte obra:
- Carta dirigida aos honrados cidadãos da 3.ª companhia do batalhão nacional provisorio do bairro de Santo Ovidio, Porto, datada de 23 de Setembro de 1833, e assinada como José da Silva Passos, capitão da 1.ª companhia do mesmo batalhão.